# Chicago Bridge & Iron Company
Chicago Bridge & Iron Company (CB&I) est une entreprise d'ingénierie dans la construction et l'industrie pétrolière, originaire de Chicago mais ayant son siège social situé à La Haye aux Pays-Bas.

## Histoire
En 2012, CB&I annonce l'acquisition de The Shaw Group, une entreprise d'ingénierie ayant 25 000 employés, pour 3 milliards de dollars. 
En décembre 2017, McDermott annonce la fusion de ses activités avec Chicago Bridge & Iron valorisant ce dernier à environ 6 milliards de dollars. Le nouvel ensemble devrait avoir son siège social à Houston.